# Oulad Amrane
Oulad Amrane  (in arabo أولاد عمران‎?) è un centro abitato e comune rurale del Marocco situato nella provincia di Sidi Bennour, regione di Casablanca-Settat. Conta una popolazione di 12 252 abitanti (censimento 2014).